# Haras national de Książ
Le haras national de Książ est un haras national polonais en Basse-Silésie, unique établissement public chargé de la sauvegarde et de la promotion de la race du Silésien depuis la fermeture des haras nationaux de Strzelce Opolskie et de Strzegom en 1998.

## Histoire
Le ministère de l'agriculture polonais fonde un haras national à Książ en 1947, sur la base des écuries proches du château. 
Ce haras national a organisé la première compétition internationale d'attelage traditionnel de la Pologne en 2013. Depuis, d'autres compétitions de même type y ont été organisées, dont le championnat européen d'attelage jeunes de 2014.